# Olivier Gaillard (écrivain)
Pour les articles homonymes, voir Olivier Gaillard et Gaillard.
Olivier Gaillard, né à Avenches le 10 mai 1948, est un enseignant et écrivain vaudois.

## Biographie
Né à Avenches (VD) en 1948, Olivier Gaillard passe son enfance à Payerne, puis à Vevey, avant de faire des études de Lettres à Lausanne, coupées par un séjour d’un semestre à Hambourg. Militantisme à l’extrême-gauche.
Mémoire de licence ès lettres intitulé André Breton et l’histoire, 1924-1938.
Il enseigne au Collège de Vevey de 1973 à 1976. Activités syndicales et politiques.
Il exerce ensuite le métier de brocanteur-antiquaire, puis revient à l’enseignement en 1991 comme professeur de français et de philosophie aux gymnases de Nyon, puis de Morges.
Depuis 2012, il se voue à une enquête historique autour de la région de Montreux, et en particulier du village de Veytaux-Chillon.
En 2019, il édite De Genève à Territet, Souvenirs (Éditions L’homme qui rit), rédigés vers 1910 par Marie du Plessis, qui était la fille de Charles Élie Curtin, horloger genevois, et d’Émilie Delarottaz de Veytaux. Dans ces mémoires, elle retrace l’histoire de sa famille au XIXe siècle, tant du côté de son père que de sa mère.
Dans ses dernières publications, il retrace l'histoire mouvementée du colonel Jean Jaques Delarottaz : sa carrière politique, ses réussites professionnelles comme voyer du district de Vevey (endiguement de la Baye de Clarens), et son implication dans l'histoire de l'Hôtel Byron, à Villeneuve, dont la construction avait été lancée en 1836 par Vincent Masson.

## Publications
- 1996 : Insularité, babil avec un insulaire de fortune, O. Gaillard éditeur
- 1998 : Judith, roman, éditions de l’Aire
- 2003 : Redites, roman, L’homme qui rit, Olivier Gaillard éditeur
- 2008 : Tu m’as dit d’aimer, roman, éditions Mon Village.  (ISBN 2-88194-168-0)
- 2017 : Syndics de Veytaux, (1536-1812), L’homme qui rit, Olivier Gaillard éditeur
- 2020 : Une histoire de Veytaux, anecdotes et documents découverts dans les pas de la famille Delarottaz, éditions Antipodes.  (ISBN 978-2-88901-166-7)
- 2023 : Un certain De la Rottaz, Acte 1 : L'art de réprimer les débordements, L'homme qui rit, Olivier Gaillard éditeur.  (ISBN 978-2-9701193-2-6)
- 2023 : Un certain De la Rottaz, Acte 2 : L'Hôtel Byron, L'homme qui rit, Olivier Gaillard éditeur.  (ISBN 978-2-9701193-3-3)

## Sources
- « Olivier Gaillard (écrivain) », sur la base de données des personnalités vaudoises sur la plateforme « Patrinum » de la Bibliothèque cantonale et universitaire de Lausanne.
- Anne-Lise Delacrétaz, Daniel Maggetti, Écrivaines et écrivains d'aujourd'hui, p. 123
- Olivier Gaillard - Gymnase de Morges
- Olivier Gaillard
- A D S - Autorinnen und Autoren der Schweiz - Autrices et Auteurs de Suisse - Autrici ed Autori della Svizzera
- viceversalitterature.ch